# Sköldvik

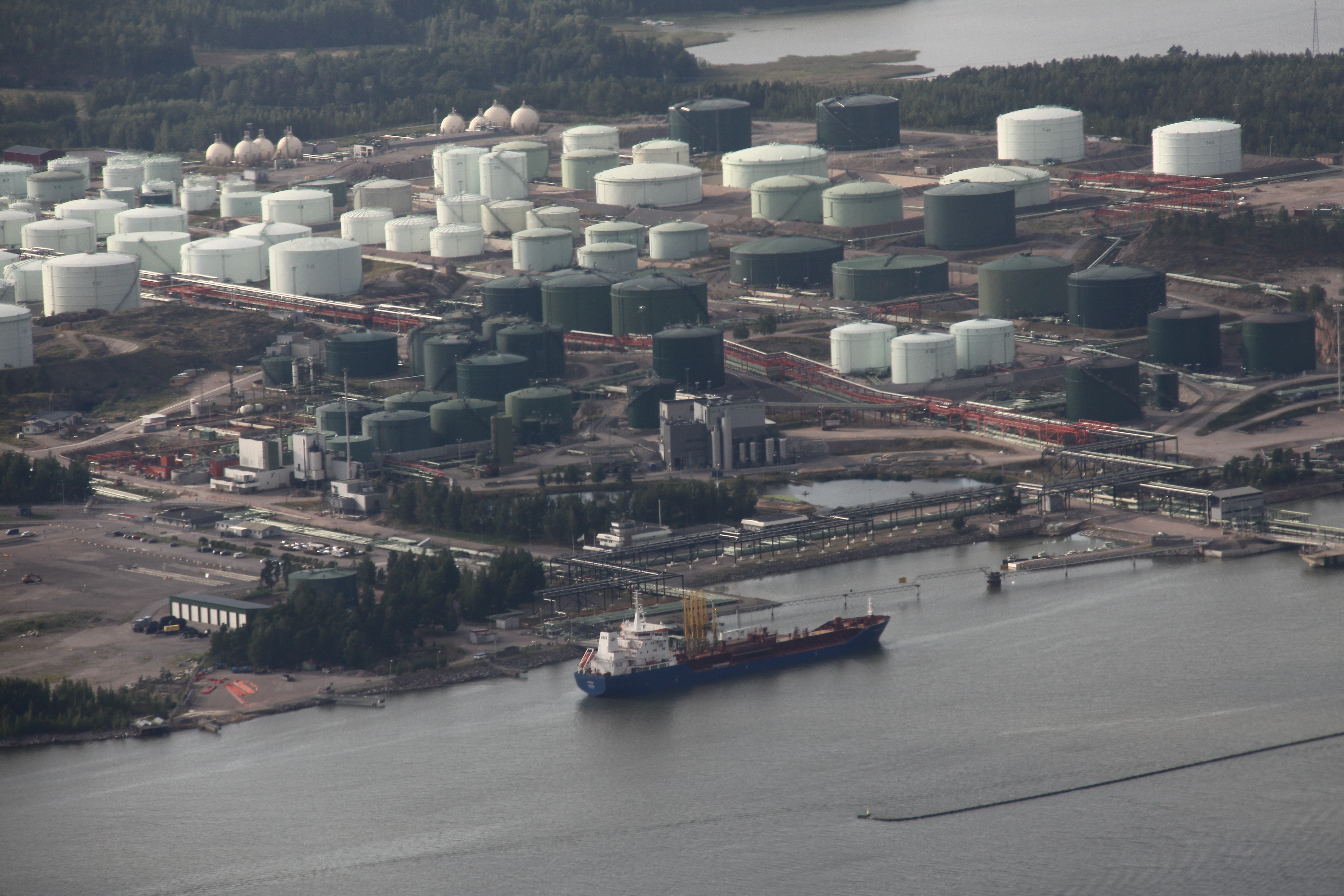
Oljeraffinaderiet i Sköldvik

Sköldvik (finska: Kilpilahti), är en by och ett industriområde vid Svartbäckfjärden i Borgå stad, Nyland, Finland.
I Sköldvik finns Neste Oils oljeraffineri och Finlands största oljehamn, samt bland annat kemisk industri.

## Källa
- Sköldvik i Uppslagsverket Finland (webbupplaga, 2012). CC-BY-SA 4.0